# Dějiny (Hérodotos)

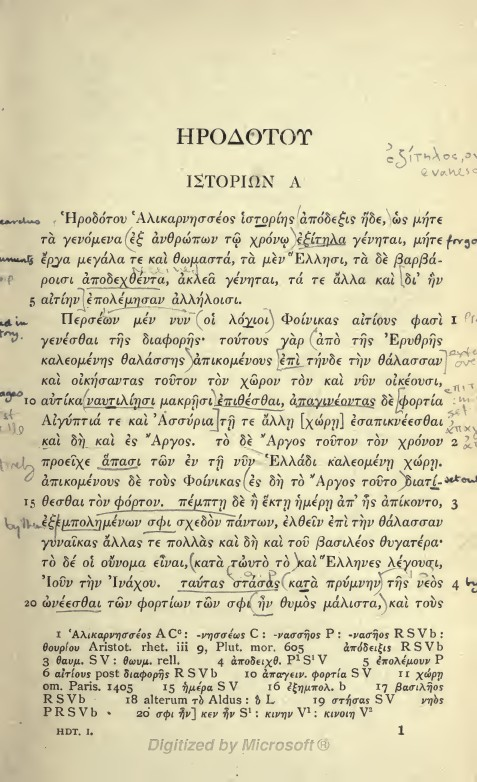
První strana Hérodotových Dějin

Dějiny (lat. Historiae, řecky Ἱστορίαι Historiai, doslova „pátrání, zprávy“) je název nejvýznamnějšího díla řeckého historika Herodota z 5. století př. n. l.. Jedná se o spis, jež již svým delším názvem Histories apodeixis výsledek bádání napovídá, že v něm jsou shrnuta Herodotova geografická a historická pátrání. „Otec historie a geografie“ se v tomto spise věnuje převážně dějinám řecko-perských válek.
Od doby Alexandra Velikého je toto dílo rozdělováno do devíti knih, které jsou pojmenované po jednotlivých múzách. V prvních svazcích se zaměřuje na příčiny tohoto konfliktu, který spatřuje hlavně v perském imperialismu. První čtyři knihy proto věnuje dějinám perské říše až do doby Dareia I., dopouští se zde i četných historických, zeměpisných i etnografických odbočení a píše o zemích, které Peršané dobyli či napadli. Celá druhá kniha se zabývá jen Egyptem.
- Prolog: únos Íó Féničany, Európy a Médeii Řeky, Heleny Trójany
- I.–IV. kniha: vývoj perské říše: Kýros II., Kambýsés II., Dareios I.
- V. a VI. kniha: první řecko-perská válka po řecké vítězství u Marathónu
- VII.–IX. kniha: druhá řecko-perská válka, smrt Dareia, Xerxés I., bitva u Platají a vítězství Řeků

Hérodotovy Dějiny jsou nejstarší antickou obsáhlejší prózou, prvními obecnými, jednotně podanými dějinami a prvními národními dějinami. Konfrontace Řeků s východními barbary, který se nachází už u Hérodotova předchůdce Hekataia, se tu stává odvěkým bojem a smyslem dějin je nalezení rovnováhy, jejíž narušení bohové trestají. Hledáním smyslu historie je Hérodotův spis i prvním dílem, které se snaží o filosofii dějin.
Přestože jsou Dějiny výrazným posunem oproti dílu starších tzv. logografů, obsahují různé pověsi a boží zásahy a jsou do značné míry dílem literárním. Teprve Thúkydidés a jeho Dějiny peloponéské války přinesli skutečně kritický přístup k historické látce a položili tak základ vědecké historiografii.